# Нижня Шабелле
Нижня Шабелле (сом. Shabeellaha Hoose, араб. شبيلي السفلى) - регіон і провінція (gobol) в південній частині Сомалі  Столиця - місто Марка.

## Розташування
Провінція межує з сомалійськими провінціями Бенадір, Середня Шабелле (Shabeellaha Dhexe), Хіран, Бай, Середня Джуба (Jubbada Dhexe), і має вихід до Індійського океану. Через провінцію протікає річка Уебі-Шабелле.
До 1984 року провінція була частиною великої провінції Бенадір зі столицею в Могадішу. З 2014 року входить в автономну державу Південно-Західне Сомалі, визнану федеральним урядом.

## Політична ситуація
Під час громадянської війни в Сомалі провінція Нижня Шабелле, що знаходиться в безпосередній близькості від Могадішо і розташована вздовж Індійського Океану, була ареною бойових дій і багаторазово переходила з рук в руки. Значна частина провінції перебувала в руках радикального ісламського угрупування Джамаат Аш-Шабааб, проти якої борються урядові війська і союзні з ними формування.
У Серпні 2014 почалася Операція «Індійський Океан», організована проурядовими силами Сомалі.  1 вересня американський дрон випустив снаряд, який вбив лідера аш-Шабаба Годане.  Ця подія була сприйнята як велика перемога, і в очікуванні розсіювання основних сил і розколу угруповань, сомалійський уряд оголосив 45-денну амністію помірним бойовикам аш-Шабаб.  Після цієї події почався масований наступ на аш-Шабаб з поступовим звільненням провінції Нижня Шабелле.
3 жовтня 2014 року Джамаат Аш-Шабааб покинув місто Барава, в якому знаходився найбільший укріплений центр До середини жовтня 2014 практично вся провінція була під контролем урядових військ і їх союзників. 
7 листопада 2014 року було офіційно проголошено автономну федеральну державу Південно-Західне Сомалі зі столицею в місті Бараве.  Була також затверджена конституція регіону. , до складу якого входить провінція Нижня Шабелле і дві інших провінції.

## Райони
Нижня Шабелле складається з семи районів: 
- Афгой
- Бараве
- Саблале
- Марка
- Куртунварей
- Корійолей
- Валавейн

Вікідані
Afgooye Districtd, Baraawe Districtd 